# Лейк-Виллидж (Арканзас)
Лейк-Виллидж (англ. Lake Village, Arkansas) — город, расположенный в округе Шико (штат Арканзас, США) с населением в 2823 человека по статистическим данным переписи 2000 года.
Город является административным центром округа Шико.

## Общие сведения
Название города обязано его расположению вблизи озера Шико, которое возникло на месте прежнего русла реки Миссисипи. Озеро является крупнейшим в Северной Америке из всех озёр, образовавшихся в старицах рек, а также самым большим природным озером в штате Арканзас.
Согласно легенде, в озере Шико близ Лейк-Виллидж захоронены останки конкистадора Эрнандо де Сото.
В апреле 1923 года над озером и территорией города совершил свой первый полёт в ночных условиях известный американский лётчик Чарльз Линдберг.

## География

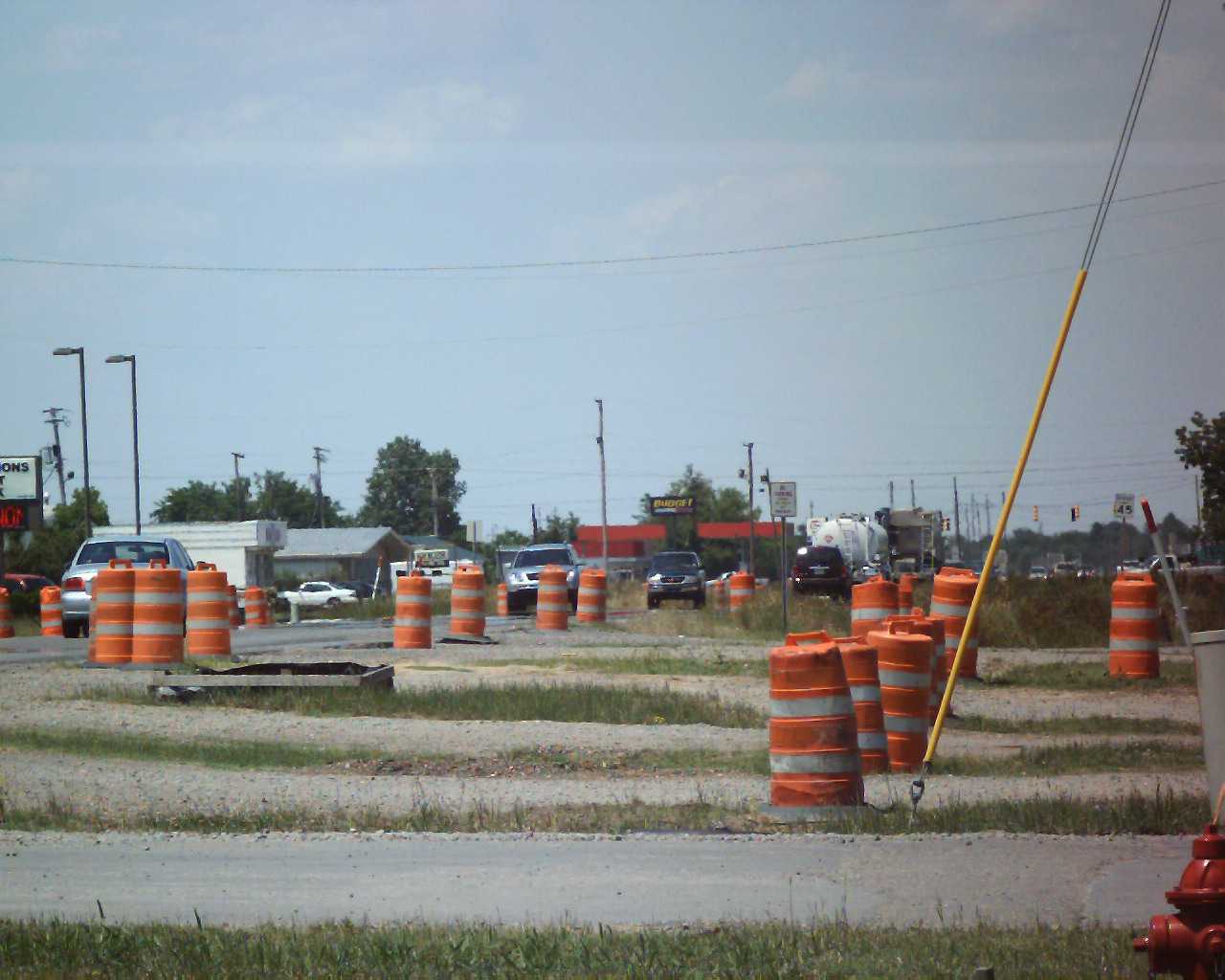
В июне

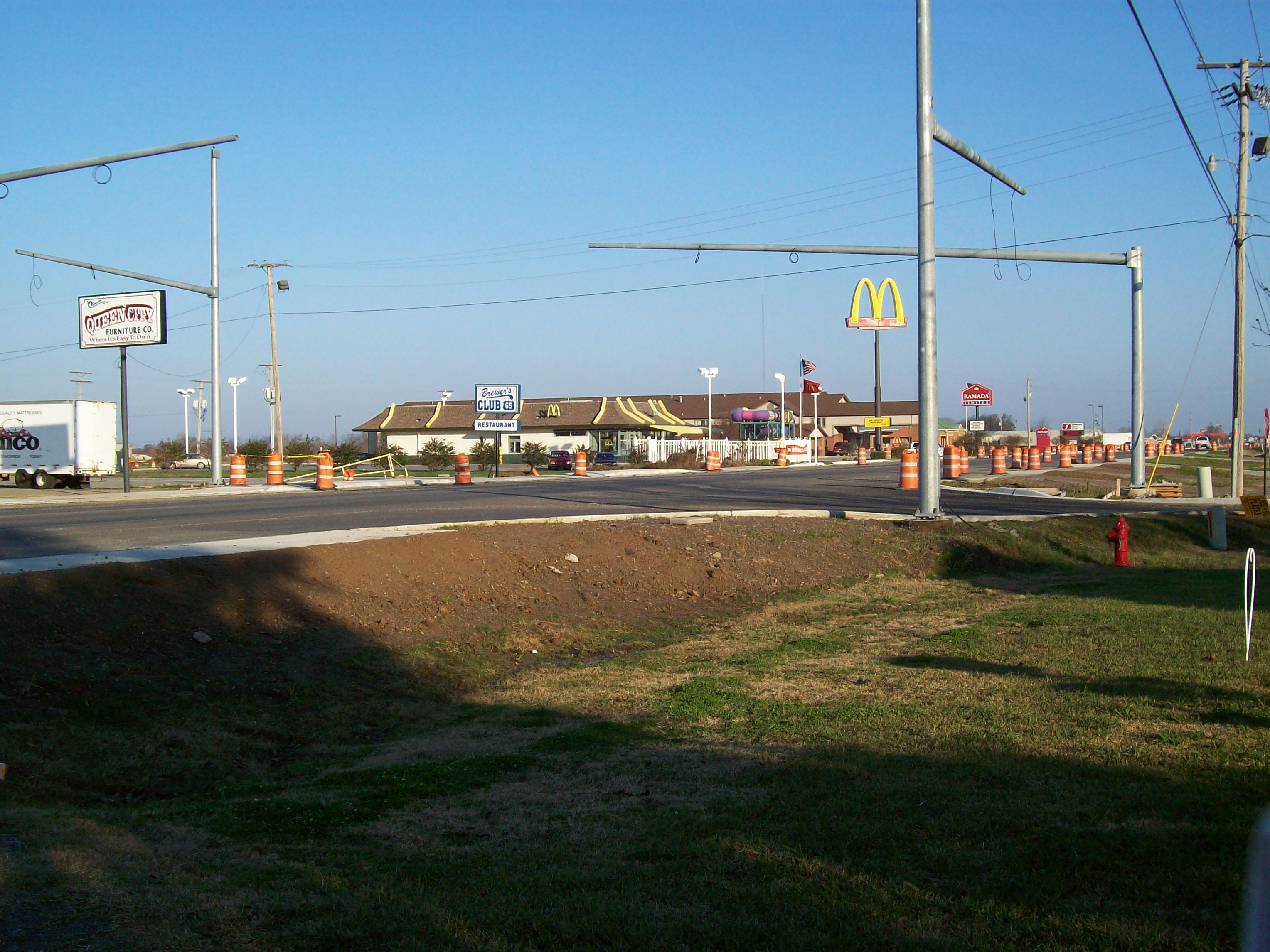
В декабре

По данным Бюро переписи населения США Лейк-Виллидж имеет общую площадь в 5,44 квадратных километров, водных ресурсов в черте населённого пункта не имеется.
Лейк-Виллидж расположен на высоте 33 метра над уровнем моря.

## Демография
По данным переписи населения 2000 года в Лейк-Виллидж проживало 2823 человека, 705 семей, насчитывалось 1090 домашних хозяйств и 1233 жилых дома. Средняя плотность населения составляла около 523 человека на один квадратный километр. Расовый состав Лейк-Виллидж по данным переписи распределился следующим образом: 40,74 % белых, 56,15 % — чёрных или афроамериканцев, 0,21 % — коренных американцев, 1,13 % — азиатов, 1,20 % — представителей смешанных рас, 0,57 % — других народностей. Испаноговорящие составили 1,38 % от всех жителей города.
Из 1090 домашних хозяйств в 33,9 % — воспитывали детей в возрасте до 18 лет, 36,6 % представляли собой совместно проживающие супружеские пары, в 24,2 % семей женщины проживали без мужей, 35,3 % не имели семей. 32,6 % от общего числа семей на момент переписи жили самостоятельно, при этом 15,1 % составили одинокие пожилые люди в возрасте 65 лет и старше. Средний размер домашнего хозяйства составил 2,49 человек, а средний размер семьи — 3,16 человек.
Население города по возрастному диапазону по данным переписи 2000 года распределилось следующим образом: 29,3 % — жители младше 18 лет, 8,0 % — между 18 и 24 годами, 25,5 % — от 25 до 44 лет, 19,7 % — от 45 до 64 лет и 17,5 % — в возрасте 65 лет и старше. Средний возраст жителей составил 36 лет. На каждые 100 женщин в Лейк-Виллидж приходилось 79,9 мужчин, при этом на каждые сто женщин 18 лет и старше приходилось 71,0 мужчин также старше 18 лет.
Средний доход на одно домашнее хозяйство в городе составил 20 625 долларов США, а средний доход на одну семью — 28 438 долларов. При этом мужчины имели средний доход в 37 031 доллар США в год против 14872 долларов среднегодового дохода у женщин. Доход на душу населения в городе составил 12 677 долларов в год. 29,1 % от всего числа семей в округе и 36,1 % от всей численности населения находилось на момент переписи населения за чертой бедности, при этом 49,6 % из них были моложе 18 лет и 24,5 % — в возрасте 65 лет и старше.

## Известные уроженцы и жители
- Леон Уиттакер — американский тромбонист.